# سن-گیوم
سن-گیوم (به فرانسوی: Saint-Guillaume) یک کمون در فرانسه است که در Canton of Monestier-de-Clermont واقع شده‌است.

## خصوصیات
سن-گیوم ۱۳ کیلومترمربع مساحت و ۲۷۰ نفر جمعیت دارد.